# Pałac rządowy w Helsinkach
Pałac rządowy w Helsinkach (fiń. Valtioneuvoston linna, szw. Statsrådsborgen) – pałac na placu Senackim w Helsinkach wybudowany w XIX wieku. Jest siedzibą kancelarii prezesa rady ministrów, ministerstwa finansów oraz kanclerza sprawiedliwości.

## Historia

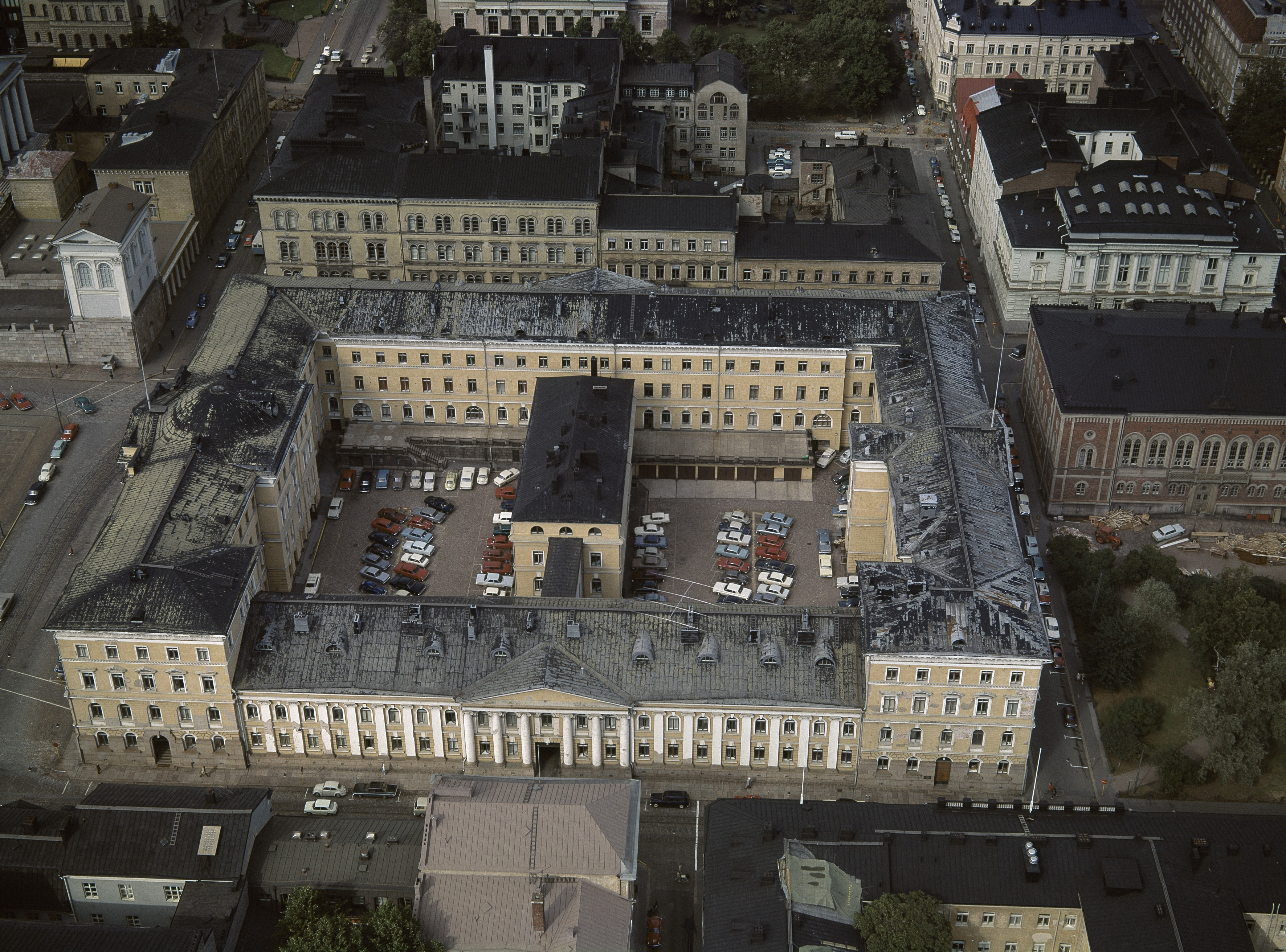
Pałac z lotu ptaka w latach 60. XX w.

Budynek został zaprojektowany przez Carla Ludwiga Engela, a jego budowę rozpoczęto w 1818 roku. Cztery lata później został siedzibą fińskiego senatu, a w 1824 roku ukończone zostało skrzydło pałacu od strony Aleksanterinkatu. W 1828 roku zakończono budowę skrzydła od strony Ritarinkatu, a w 1860 roku zamknięto budowlę od strony Hallituskatu, dobudowując skrzydło dziedzińca, które mieściło senacką drukarnię. 
Swój obecny wygląd pałac uzyskał w latach 1916–1917, gdy podwyższone zostało skrzydło od strony Ritarinkatu. Początkowo oprócz senatu w budynku swoją siedzibę miały również inne instytucje, np. bank narodowy, archiwum państwowe czy urząd celny. Mieścił się tam również Cesarski Uniwersytet Aleksandra, który w 1832 roku został przeniesiony do nowo wybudowanego budynku po przeciwnej stronie placu Senackiego. 
W 1904 roku na podeście drugiego piętra pałacu, w proteście przeciwko prowadzonej polityce rusyfikacji Finlandii, został zastrzelony przez Eugena Schaumana generał-gubernator Wielkiego Księstwa Finlandii Nikołaj Bobrikow. Wydarzenie to upamiętnia tablica z napisem „Se pro patria dedit” (łac. „Poświęcił się za ojczyznę”), ufundowana przez urzędników państwowych i umieszczona na ścianie klatki schodowej na drugim piętrze w 1933 roku.
Po proklamowaniu niepodległości przez Finlandię 6 grudnia 1917 roku senat został przekształcony w rząd, a pałac stał się siedzibą rady ministrów. 
W latach 1974–1996 obiekt przeszedł gruntowną renowację. W sali reprezentacyjnej budynku wywieszone są portrety byłych prezydentów Finlandii.